# Madre (pel·lícula de 2019)
Madre és una pel·lícula de drama i suspens hispano-francesa de 2019, en llengua castellana i francesa, dirigida per l'espanyol Rodrigo Sorogoyen i coproduïda juntament amb Isabel Peña. El llargmetratge es dugué a terme gràcies a les productores Amalur Pictures, Arcadia Motion Pictures, Caballo Films, Malvalanda, Noodles Production, Le Pacte, TVE, Movistar+ i Canal+. En el repartiment compta amb la participació d'actors com Marta Nieto, Jules Portier o Àlex Brendemühl. Fou estrenada en cinemes espanyoles el 15 de novembre de 2019.
Continua la història del curtmetratge Madre (2017), nominat als premis Oscars de 2017. A més, la pel·lícula fou nominada als premis Goya de 2020 en les categories de Millor actriu protagonista, Millor muntatge i Millor guió adaptat.

## Argument
Després de deu anys de la pèrdua del seu fill en una platja de França, Elena (Marta Nieto) viu en aquella mateixa platja per aquelles ferides que no acaben de tancar. Allí coneix a Jean (Jules Portier), un jove que està passant per un mal moment amb la seva família.

## Premis i nominacions
| Any                                 | Premi                                            | Categoria       | Nominació   | Resultat   | Ref.        |
| ----------------------------------- | ------------------------------------------------ | --------------- | ----------- | ---------- | ----------- |
| 2019                                | Medalles del Cercle d'Escriptors Cinematogràfics | Millor actriu   | Marta Nieto | Guanyadora | [ 2 ] [ 3 ] |
| Millor guió adaptat                 | Isabel Peña i Rodrigo Sorogoyen                  | Nominats        | [ 2 ] [ 4 ] |            |             |
| 2020                                | Premis Goya                                      | Millor actriu   | Marta Nieto | Nominada   |             |
| Guió adaptat                        | Isabel Peña i Rodrigo Sorogoyen                  | Nominats        |             |            |             |
| Millor muntatge                     | Alberto del Campo                                | Nominat         |             |            |             |
| Premis Gaudí                        | Millor actor secundari                           | Àlex Brendemühl | Nominat     |            |             |
| Premis Sant Jordi de Cinematografia | Millor actriu en pel·lícula espanyola            | Marta Nieto     | Guanyadora  | [ 5 ]      |             |